# Wolfgang Seguin
Wolfgang Seguin (ur. 14 września 1945 w Burg) – niemiecki piłkarz grający na pozycji ofensywnego pomocnika.

## Kariera klubowa
Seguin urodził się w mieście Burg. Karierę piłkarską rozpoczął w tamtejszym klubie Einheit Burg, w którym rozpoczął treningi w 1953 roku. W 1963 roku odszedł do 1. FC Magdeburg i w jego barwach zadebiutował w 1964 roku w rozgrywkach pierwszej ligi NRD. Od następnego sezonu był podstawowym zawodnikiem zespołu i zdobył w nim swój pierwszy Puchar NRD w karierze (wygrana 2:1 w finale z FC Carl Zeiss Jena). W 1969 roku powtórzył to osiągnięcie, gdy Magdeburg pokonał w finałowym meczu z FC Karl-Marx-Stadt 4:0. W 1972 roku osiągnął swój pierwszy sukces w lidze, którym było wywalczenie mistrzostwa Niemieckiej Republiki Demokratycznej, pierwszego w historii klubu z Magdeburga. W sezonie 1972/1973 dotarł do 1/8 finału Pucharu Mistrzów, a w tym samym sezonie zdobył swój kolejny Puchar NRD (3:2 z Lokomotive Lipsk). W 1974 roku zdobył gola w finale Pucharu Zdobywców Pucharów, w którym Magdeburg pokonał 2:0 A.C. Milan stając się jedynym klubem z NRD, który wywalczył europejski puchar. Zarówno w 1974, jak i 1975 roku dwukrotnie z rzędu zostawał z Magdeburgiem mistrzem kraju. W 1977 i 1978 roku zespół był drugi w lidze, a także dwukrotnie dochodził do ćwierćfinału Pucharu UEFA. Kolejne sukcesy Wolfgang osiągnął w latach 1978 i 1979, gdy dwukrotnie wygrał Puchar NRD (po 1:0 w finale odpowiednio z Dynamem Drezno i Dynamem Berlin). Karierę piłkarską zakończył w 1981 roku, a w lidze NRD rozegrał łącznie 403 mecze, w których zdobył 44 gole.
| Sezon   | Klub                | Kraj | Rozgrywki | Mecze | Bramki |
| ------- | ------------------- | ---- | --------- | ----- | ------ |
| 1963/64 | SC Aufbau Magdeburg | NRD  | 1. liga   | 2     | 0      |
| 1964/65 | SC Aufbau Magdeburg | NRD  | 1. liga   | 17    | 0      |
| 1965/66 | 1. FC Magdeburg     | NRD  | 1. liga   | 22    | 1      |
| 1966/67 | 1. FC Magdeburg     | NRD  | 2. liga   | ?     | ?      |
| 1967/68 | 1. FC Magdeburg     | NRD  | 1. liga   | 19    | 4      |
| 1968/69 | 1. FC Magdeburg     | NRD  | 1. liga   | 26    | 6      |
| 1969/70 | 1. FC Magdeburg     | NRD  | 1. liga   | 25    | 4      |
| 1970/71 | 1. FC Magdeburg     | NRD  | 1. liga   | 25    | 4      |
| 1971/72 | 1. FC Magdeburg     | NRD  | 1. liga   | 26    | 4      |
| 1972/73 | 1. FC Magdeburg     | NRD  | 1. liga   | 26    | 6      |
| 1973/74 | 1. FC Magdeburg     | NRD  | 1. liga   | 26    | 3      |
| 1974/75 | 1. FC Magdeburg     | NRD  | 1. liga   | 26    | 3      |
| 1975/76 | 1. FC Magdeburg     | NRD  | 1. liga   | 26    | 4      |
| 1976/77 | 1. FC Magdeburg     | NRD  | 1. liga   | 26    | 3      |
| 1977/78 | 1. FC Magdeburg     | NRD  | 1. liga   | 26    | 0      |
| 1978/79 | 1. FC Magdeburg     | NRD  | 1. liga   | 26    | 2      |
| 1979/80 | 1. FC Magdeburg     | NRD  | 1. liga   | 22    | 0      |
| 1980/81 | 1. FC Magdeburg     | NRD  | 1. liga   | 14    | 0      |

## Kariera reprezentacyjna
W reprezentacji NRD Seguin zadebiutował 27 maja 1972 roku w wygranym 1:0 towarzyskim spotkaniu z Urugwajem. W 1972 roku był członkiem olimpijskiej kadry NRD, która na igrzyskach olimpijskich w Monachium wywalczyła brązowy medal. W 1974 roku został powołany przez selekcjonera Georga Buschnera do kadry na Mistrzostwa Świata w RFN, jedyny Mundial, na którym uczestniczyła kadra NRD. Tam Wolfgang wystąpił jedynie w zremisowanym 1:1 meczu z Chile. Ostatni mecz w reprezentacji rozegrał we wrześniu 1975 roku ze Związkiem Radzieckim (0:0), a łącznie rozegrał w niej 19 meczów.